# A Magyar Tudományos Akadémia tagjainak listája (L–R)

## 
A Magyar Tudományos Akadémia tagjainak listája az 1825-ben alakult tudományos társaság történetének tagjait sorolja fel. Az akadémikusok nagy száma szükségessé tette a lista külön szócikkekké tagolását. A 3386 akadémikus betűrendi bontásban érhető el, a lap tetején található navigációs doboz segítségével. Más tagolási szempontot nem érvényesítettünk, azaz a 2038 hazai, 79 országhatárokon túli magyar, 338 emigráns magyar és 931 külföldi tag; a 2633 egykori és 753 jelenlegi tag; stb. egyazon felsorolásban találhatóak meg.
A listában az alapvető életrajzi adatok mellett zárójelben megadtuk a levelező (l.), a rendes (r.), a tiszteleti (t.), a külső (k.) tagság elnyerésének évét, illetve az igazgatósági (ig.) tagság időtartamát, valamint a kizárás, lemondás, tagság megszűnése, tanácskozó (tan.) taggá minősítés, továbbá a tagság visszaállításának évszámát. Az Akadémia jelenlegi tagjait egy nevük elé helyezett csillag (*) jelöli.
A lista 2000 előtti adatainak fő forrása az akadémiai tagok háromkötetes almanachja (A Magyar Tudományos Akadémia tagjai 1825–2002), amelynek információit több esetben ellenőriztük az Akadémia Értesítőben megjelent tagválasztási jegyzőkönyvekben. Az utóbbiak alapján korrigált almanachbeli adatokat felső indexbe tett k betű jelöli.

### L
- * Laczkovich Miklós (1948) matematikus (l. 1993; r. 1998)
- Ladányi Gedeon (1824–1886) történész (l. 1872)
- Ladik János (1929–2018) németországi magyar biokémikus, vegyészmérnök (k. 1993)
- Lajtha Ábel (1922–2024) amerikai magyar neurokémikus (k. 1990)
- Lajtha László György (1920–1995) nagy-britanniai magyar onkológus, hematológus, radiológus (t. 1983)
- * Lakatos István (1943) vegyészmérnök (l. 2004; r. 2010)
- Laki Kálmán (1909–1983) biokémikus (l. 1946; tagsága megszűnt 1948; l. visszaállítva 1989)
- Lakó György (1908–1996) nyelvész (l. 1948; r. 1970)
- Lakos János (1776–1843) hadtörténész, katonatiszt (t. 1832)
- Laky Dezső (1887–1962) statisztikus, gazdaságpolitikus (l. 1926; r. 1946; tan. 1949; r. visszaállítva 1989)
- Lámfalussy Sándor (1929–2015) belgiumi magyar közgazdász (k. 1998)
- * Lamm Vanda (1945) jogtudós (l. 2007; r. 2013)
- Lamprecht, Karl Gotthard (1856–1915) német történész (t. 1913)
- Láng Adolf Ferenc (1795–1863) botanikus, zoológus (l. 1858)
- Láng Géza (1916–1980) agrármérnök (l. 1964; r. 1970)
- Láng István (1931–2016) agrokémikus (l. 1979; r. 1985)
- Láng Lajos (1849–1918) statisztikus, közgazdász, politikus (l. 1883; r. 1892)
- Láng Nándor (1871–1952) régész, művészettörténész, klasszika-filológus (l. 1911; r. 1936; t. 1943; r. visszaminősítve 1949)
- * Lányi János (1937) amerikai magyar biokémikus, biofizikus (k. 1993)
- Lányi Károly (1812–1856) egyháztörténész (l. 1847)
- Lapis Károly (1926–2025) orvos, patológus, onkológus (l. 1970; r. 1979)
- Lapradelle, Albert Geouffre de (1871–1955) francia jogtudós (t. 1931)
- Larsen, Jens Peter (1902–1988) dán zenetörténész (t. 1976)
- Lassú István (1797–1852) statisztikus, földrajztudós (l. 1833)
- * László Attila Zoltán (1940) romániai magyar régész (k. 2025)
- * László Ervin (1932) amerikai magyar filozófus (k. 2010)
- Laufenauer Károly (1848–1901) orvos, elme- és ideggyógyász (l. 1891)
- Laur, Ernst (1871–1965) svájci agrárközgazdász (t. 1938; lemondott 1961)
- * Laurenczy Gábor (1954) svájci magyar kémikus (k. 2022)
- Laurent, Torvard (1930–2009) svéd biokémikus (t. 1998)
- Lavisse, Ernest (1842–1922) francia történész (t. 1906)
- Lax Péter / Lax, Peter David (1926–2025) amerikai magyar matematikus (t. 1993)
- * Lázár Árpád (1935) spanyolországi magyar közgazdász (k. 1998)
- Lázár Kálmán (1827–1874) ornitológus (l. 1867)
- Laziczius Gyula (1896–1957) nyelvész (l. 1935; r. 1945; tan. 1949; r. visszaállítva 1989)
- Lechner Károly (1850–1922) orvos, elme- és ideggyógyász (l. 1921)
- Ledersteger, Karl (1900–1972) osztrák geodéta (t. 1967)
- * Lee Yuan Tseh / Li Jüan-csö (1936) tajvani fizikokémikus (t. 2007)
- Lefebvre de Laboulaye, Édouard René de (1811–1883) francia jogtudós, történész (t. 1858)
- * Lehn, Jean-Marie (1939) francia kémikus (t. 2001)
- Lehr Albert (1844–1924) nyelvész (l. 1882; t. 1923)
- Leindler László (1935–2020) matematikus (l. 1973; r. 1982)
- Leitner Gottlieb Vilmos (1840–1899) nagy-britanniai magyar orientalista (t. 1873)
- * Lelley Jan Iván (1938) németországi magyar mikológus (k. 2007)
- Lempert Károly (1924–2019) kémikus (l. 1970; r. 1982)
- * Lempert László (1952) amerikai magyar matematikus (k. 2004)
- Lénárd Fülöp (1862–1947) fizikus (l. 1897; t. 1907; tagsága megszűnt 1945)
- * Lénárd László (1944) orvos, neurobiológus (l. 2001; r. 2007)
- Lendl Adolf (1862–1942) zoológus (l. 1917; kizárták 1919; l. visszaállítva 1989)
- Lengyel Béla (1844–1913) kémikus (l. 1876; r. 1894)
- Lengyel Béla (1903–1990) kémikus, vegyészmérnök (l. 1961; r. 1967)
- Lengyel Géza (1884–1965) botanikus, agrobotanikus (l. 1947; tan. 1949; l. visszaállítva 1989)
- Lengyel Péter (1929–2020) amerikai magyar biokémikus (k. 1993)
- Lenhossék József (1818–1888) orvos, anatómus, antropológus (l. 1864; r. 1873)
- Lenhossék Mihály (1863–1937) orvos, anatómus (l. 1897; r. 1903; ig. 1933; t. 1934)
- Leontyjev, Alekszej Nyikolajevics (1903–1979) orosz pszichológus (t. 1973)
- * Lépine-Szily Alinka (1942) brazíliai magyar atomfizikus (k. 2013)
- Łepkowski, Józef (1826–1894) lengyel régész (t. 1880)
- Lepold Antal (1880–1971) művészettörténész, római katolikus főpap (l. 1936; tan. 1949; l. visszaállítva 1989)
- Lesage, Michel (1933–2009) francia jogtudós, közigazgatás-tudós (t. 1990)
- Leskien, August (1840–1916) német nyelvész, szlavista (t. 1911)
- * Leslie, John F. (1953) amerikai növénygenetikus (t. 2010)
- Lévai András (1908–2003) energetikai mérnök, gépészmérnök (l. 1962; r. 1973)
- * Lévai Péter (1962) fizikus (l. 2010; r. 2016)
- Levasseur, Pierre Émile (1828–1911) francia közgazdász (t. 1877)
- Lévay József (1825–1918) költő (l. 1863; r. 1883; t. 1906)
- Lewes, George Henry (1817–1878) angol filozófus, kritikus (t. 1874)
- Liard, Louis (1846–1917) francia filozófus (t. 1907)
- Lichner Pál (1816–1884) klasszika-filológus (l. 1859)
- Lichtenthaler, Frieder W. (1932–2018) német kémikus (t. 2004)
- Liebig, Justus von (1803–1873) német kémikus (t. 1858)
- Liebowitz, Harold (1924–2004) amerikai építőmérnök (t. 1993)
- * Ligeti Erzsébet (1950) orvos, biokémikus (l. 2007; r. 2013)
- Ligeti Lajos (1902–1987) orientalista (l. 1936; r. 1947; ig. 1946–1949)
- Lihacsov, Dmitrij Szergejevics (1906–1999) orosz irodalomtörténész (t. 1973)
- Linas, Charles de (1812–1887) francia régész (t. 1878)
- * Lindner Ernő (1948) amerikai magyar vegyészmérnök, biokémikus (k. 2022)
- Lipták András (1935–2012) kémikus (l. 1990; r. 1998)
- Lipthay Sándor (1847–1905) vasútépítő mérnök (l. 1891; r. 1896)
- Liska József (1883–1967) villamosmérnök (l. 1958)
- Lissák Kálmán (1908–1982) orvos, fiziológus (l. 1948; r. 1956)
- Lister, Joseph (1827–1912) angol orvos, sebész (t. 1893)
- * Littmann László (1946) amerikai magyar orvos, kardiológus (k. 2022)
- Lobanov, Pavel Pavlovics (1902–1985) orosz agrárközgazdász (t. 1976)
- Lóczy Lajos (1849–1920) geológus, földrajztudós (l. 1888; r. 1901; t. 1920)
- * Logrieco, Antonio (1958) olasz mikológus (t. 2016)
- Lomniczi Béla (1939) állatorvos, virológus (l. 1987; lemondott 1990)
- Lonovics József (1793–1867) római katolikus főpap, egyháztörténész (t. 1843; ig. 1863)
- Lónyay Menyhért (1822–1884) politikus (l. 1858; t. 1861; ig. 1866)
- Lóránd László (1923–2018) amerikai magyar biokémikus (k. 1995)
- Lotz János / Lotz, John (1913–1973) amerikai magyar nyelvész (t. 1973)
- Lovas István (1931–2014) fizikus (l. 1979; r. 1987)
- * Lovas Rezső György (1946) fizikus (l. 2004; r. 2013)
- * Lovász László (1948) matematikus (l. 1979; r. 1985)
- Lown, Bernard (1921–2021) amerikai orvos, kardiológus (t. 1988)
- Lönnrot, Elias (1802–1884) finn filológus, folklorista (t. 1859)
- Lőrenthey Imre (1867–1917) paleontológus, geológus (l. 1905)
- Lőrincz Lajos (1935–2010) jogtudós, közigazgatás-tudós (l. 1990; r. 1998)
- * Lővei Pál (1955) művészettörténész (l. 2022)
- * Lu Yongxiang (1942) kínai gépészmérnök (t. 2004)
- * Lubotzky, Alexander (1956) izraeli matematikus (t. 2022)
- Lubrich Ágost (1825–1900) pedagógus (l. 1871; lemondott 1891)
- Ludwig, Carl (1816–1895) német orvos, fiziológus (t. 1872)
- * Lugaro Maria (1970) olasz-magyar csillagász (l. 2025)
- * Lugosi Gábor (1964) spanyolországi magyar mérnök (k. 2025)
- Lugossy József (1812–1884) nyelvész, orientalista (l. 1841; r. 1858)
- Lukács György (1885–1971) filozófus, esztéta, művelődéspolitikus (l. 1948; ig. 1948–1949; r. 1949)
- Lukács József (1922–1987) filozófus (l. 1976; r. 1982)
- Lukács József (1925–2017) villamosmérnök (l. 1973; r. 1985)
- * Lukács L. Gergely (1957) kanadai magyar orvos, sejtbiológus (k. 2022)
- Lukács Móric (1812–1881) publicista, műfordító, politikus (l. 1839; t. 1858; ig. 1876)
- Lukić, Radomir (1914–1999) szerb jogtudós (t. 1976)
- Lukinich Imre (1880–1950) történész (l. 1919; r. 1931; ig. 1935–1946; tan. 1949; r. visszaállítva 1989)
- Lukjanyenko, Pavel Pantyelejmonovics (1901–1973) orosz növénynemesítő (t. 1965)
- Lutter Nándor (1820–1891) matematikus, pedagógus (l. 1859)
- * Lühr, Hermann (1946) német geofizikus, csillagász (t. 2004)
- Lwoff, André Michel (1902–1994) francia mikrobiológus (t. 1970)
- Lyde, Lionel William (1863–1947) angol földrajztudós (k. 1928k)
- Lyell, Charles (1797–1875) angol geológus (t. 1861)

### M
- Macartney, Carlile Aylmer (1895–1978) skót történész, hungarológus (t. 1946)
- Macaulay, Thomas Babington (1800–1859) angol politikus, történész (t. 1858)
- Mac Key, James (1919–2016) svéd genetikus (t. 1986)
- Madách Imre (1823–1864) drámaíró, költő (l. 1863)
- * Madas Edit (1949) irodalomtörténész, középkorkutató (l. 2013; r. 2019)
- Mádl Ferenc (1931–2011) jogtudós, politikus (l. 1987; r. 1993)
- Madzsar Imre (1878–1946) történész (l. 1925; r. 1938)
- Maehler, Herwig (1935–2021) német klasszika-filológus (t. 2007)
- Magda Pál (1770–1841) statisztikus (l. 1834)
- Maggiorotti, Leone Andrea (1860–1940) olasz hadtörténész (t. 1934)
- Mágócsy-Dietz Sándor (1855–1945) botanikus (l. 1897; r. 1908; t. 1937)
- * Magyar Imre (1963) paleontológus (l. 2025)
- Magyar János (1911–2006) erdőmérnök (l. 1967; r. 1985)
- Magyar Kálmán (1933–2017) orvos, farmakológus (l. 1987; r. 1995)
- Magyar László (1818–1864) utazó, földrajztudós (l. 1858)
- * Magyari Enikő (1973) paleontológus (l. 2022)
- Magyary Géza (1864–1928) jogtudós (l. 1905; r. 1917)
- Magyary-Kossa Gyula (1865–1944) farmakológus, orvostörténész (l. 1920)
- Mahámahopadjája Mahésacsandra, Njájaratna (1836–1897) indiai nyelvész, szanszkritológus (t. 1889)
- Mahler Ede (1857–1945) történész, klasszika-filológus, régész (l. 1909)
- Mahunka Sándor (1937–2012) zoológus, entomológus, akarológus (l. 1998; r. 2004)
- * Maier, Giulio (1931) olasz gépészmérnök (t. 1998)
- Mailáth György, id. (1786–1861) politikus, országbíró (ig. 1830)
- Mailáth György, ifj. (1818–1883) politikus, udvari kancellár, országbíró (ig. 1863; t. 1880)
- Mailáth József (1858–1940) gazdaságpolitikus, szociológus (ig. 1926)
- Majláth Béla (1831–1900) történész, régész (l. 1880)
- * Major György (1941) meteorológus (l. 1993; r. 1998)
- Major Máté (1904–1986) építészmérnök, művészettörténész (l. 1949; r. 1960)
- * Major Péter (1947) matematikus (l. 2004; r. 2013)
- * Makara B. Gábor (1939) orvos, neuroendokrinológus (l. 1998; r. 2004)
- Makkai László (1914–1989) történész (l. 1985; r. 1987)
- * Makkai Mihály (1939) kanadai magyar matematikus (k. 1995)
- * Makovitzky József (1942) németországi magyar patológus, hisztológus (k. 2007)
- Maksimović, Zoran (1923–2016) szerb geokémikus, mineralógus (t. 2001)
- Malagola, Carlo (1855–1910) olasz történész (t. 1907)
- * Maliga Pál (1946) amerikai magyar növénygenetikus, biotechnológus (k. 2001)
- Malissa, Hanns (1920–2010) osztrák kémikus (t. 1988)
- Mályusz Elemér (1898–1989) történész (l. 1930; r. 1941; tan. 1949; r. visszaállítva 1989)
- * Mámalisz, Athanásziosz G. (1941) görög gépészmérnök (t. 1998)
- * Mandl József (1947) orvos, biokémikus (l. 2004; r. 2010)
- Mandl Lajos / Mandl, Louis (1812–1881) franciaországi magyar orvos (t. 1846)
- * Mang, Herbert A. (1942) osztrák építőmérnök (t. 2007)
- Mangini, Angelo (1905–1988) olasz kémikus (t. 1973)
- Manninger Rezső (1890–1970) állatorvos (l. 1927; r. 1939; ig. 1946–1949)
- Mansfeld Géza (1882–1950) orvos, fiziológus, farmakológus (l. 1946; r. 1946)
- Márai Sándor (1900–1989) író, költő (l. 1942; r. 1947; tagsága megszűnt 1948; r. visszaállítva 1989)
- Marczali Henrik (1856–1940) történész (l. 1893)
- Marczibányi Antal (1793–1872) politikus (ig. 1863)
- Marek József (1868–1952) állatorvos (l. 1918; r. 1938; ig. 1940–1946; t. 1942; r. visszaminősítve 1949)
- Margó Tivadar (1816–1896) zoológus (l. 1860; r. 1870; t. 1891)
- Mark, Herman Francis (1895–1992) amerikai osztrák kémikus (t. 1938)
- Mark, Julius (1890–1959) észt nyelvész (t. 1933)
- Márkfi Sámuel (1811–1861) teológus (l. 1860)
- Márki Sándor (1853–1925) történész (l. 1892; r. 1912)
- Markó Árpád (1885–1966) hadtörténész (l. 1934; tan. 1949; l. visszaállítva 1989)
- Markó Károly, id. (1793–1860) festő (l. 1840)
- Markó László (1928–2022) vegyészmérnök (l. 1976; r. 1987)
- Márkus Gábor (1922–2012) amerikai magyar biokémikus (k. 2004)
- Márkus György (1934–2016) ausztráliai magyar filozófus (k. 1990)
- Markusovszky Lajos (1815–1893) orvos, egészségpolitikus (l. 1863; t. 1890)
- Maros Dezső (1920–2011) romániai magyar gépészmérnök (k. 1993)
- Marosi Ernő (1940–2021) művészettörténész (l. 1993; r. 2001)
- * Marosi György (1955) vegyészmérnök (l. 2022)
- Marosi Sándor (1929–2009) földrajztudós (l. 1995; r. 2001)
- Marót Károly (1885–1963) klasszika-filológus (l. 1945; r. 1956)
- * Maróth Miklós (1943) klasszika-filológus, arabista (l. 1995; r. 2004)
- Márta Ferenc (1929–2010) kémikus (l. 1970; r. 1976)
- Martin Lajos (1827–1897) matematikus, feltaláló (l. 1861)
- Marton Géza (1880–1957) jogtudós (l. 1939)
- Márton József (1771–1840) nyelvész, lapszerkesztő (l. 1831)
- * Márton Péter (1934) geofizikus (l. 2001; r. 2007)
- Martos Ferenc (1918–1989) bányamérnök (l. 1973; r. 1979)
- Marx György (1927–2002) fizikus (l. 1970; r. 1982)
- * Mascie-Taylor, Nicholas (1949) walesi antropológus (t. 2004)
- Massey, James Lee (1934–2013) amerikai villamosmérnök, matematikus (t. 1993)
- Maszao Ito (1928–2018) japán neurobiológus, fiziológus (t. 2001)
- Máthé Imre (1911–1993) botanikus (l. 1954; r. 1970)
- Matlekovits Sándor (1842–1925) közgazdász (l. 1873; r. 1910; ig. 1925)
- Mátrai László (1909–1983) filozófus, esztéta (l. 1948; r. 1962)
- Mátray Gábor (1797–1875) zenetörténész, zeneszerző (l. 1833)
- Mátyás Antal (1923–2016) közgazdász (l. 1990; r. 1995)
- * Mátyás Csaba (1943) erdőmérnök (l. 2004; r. 2010)
- Mátyás Flórián (1818–1904) nyelvész, történész (l. 1858; r. 1898)
- * Matjyaszewski, Krzysztof (1950) lengyel vegyészmérnök (t. 2022)
- Mattyasovszky Miklós (1875–1939) agrárpolitikus (l. 1931)
- Maucha Rezső (1884–1962) hidrobiológus, kémikus (l. 1943; r. 1954)
- Maulde-La-Clavière, René (1848–1902) francia régész, történész (t. 1889)
- Mauritz Béla (1881–1971) petrográfus, mineralógus (l. 1913; r. 1923; ig. 1935–1946; t. 1942; tan. 1949; t. visszaállítva 1989)
- Mauthner Nándor (1879–1944) kémikus (l. 1934)
- Maynard Smith, John (1920–2004) angol biológus, genetikus (t. 1993)
- Mayr, Georg von (1841–1925) német statisztikus, szociológus (t. 1916)
- Mayrhofer, Manfred (1926–2011) osztrák nyelvész, orientalista (t. 1973)
- Mazur, Stanisław (1905–1981) lengyel matematikus (t. 1953)
- * McNamara, John Michael (1949) brit evolúcióbiológus, ökológus (t. 2022)
- Mednyánszky Alajos (1784–1844) művelődéspolitikus, író, történész (ig. 1830; t. 1831)
- Mednyánszky Dénes (1830–1911) geológus (l. 1865)
- Medveczky Frigyes (1856–1914) filozófus (l. 1887; r. 1912)
- Medzihradszky Kálmán (1928–2019) kémikus (l. 1982; r. 1990)
- Méhelÿ Lajos (1862–1953) zoológus (l. 1899; r. 1910; lemondott 1931)
- Méhes Károly (1936–2007) orvos, gyermekgyógyász (l. 1990; r. 1995)
- Méhes Sámuel (1785–1852) lapszerkesztő (l. 1836)
- * Mehra, Narinder Kumar (1949) indiai immunológus (t. 2004)
- Meister, Richard (1881–1964) osztrák klasszika-filológus (t. 1937)
- Melehov, Ivan Sztyepanovics (1905–1994) orosz erdőmérnök (t. 1979)
- Melich János (1872–1963) nyelvész (l. 1902; r. 1920; ig. 1933–1946; tan. 1949; r. visszaállítva 1989)
- * Mello, Craig C. (1960) amerikai biológus, genetikus (t. 2010)
- Melnyikov, Nyikolaj Vasziljevics (1909–1980) orosz geológus (t. 1976)
- Mendöl Tibor (1905–1966) földrajztudós (l. 1946; tan. 1949; l. visszaállítva 1989)
- Mengyelejev, Dmitrij Ivanovics (1834–1907) orosz kémikus (t. 1900)
- Menner, Vlagyimir Vasziljevics (1905–1989) orosz geológus, paleontológus (t. 1983)
- Mensching, Horst (1921–2008) német földrajztudós (t. 1986)
- Menyhárth Gáspár (1868–1940) jogtudós (l. 1937)
- Mercati, Giovanni (1866–1957) olasz egyháztörténész (t. 1935)
- Mérei Gyula (1911–2002) történész (l. 1973; r. 1979)
- Merker, Paul (1881–1945) német irodalomtörténész (t. 1930)
- Meskó Attila (1940–2008) geofizikus (l. 1990; r. 1995)
- * Mesterházy Ákos (1945) agrármérnök, agrobotanikus (l. 2007; r. 2013)
- * Mészáros András (1949) szlovákiai magyar filozófus, filozófiatörténész (k. 2016)
- * Mészáros Ernő (1935) meteorológus (l. 1985; r. 1990)
- Mészáros Imre (1811–1865) egyháztörténész (l. 1858)
- Mészáros István (1930–2017) nagy-britanniai magyar filozófus, esztéta (k. 1995)
- Mészáros János (1927–2018) állatorvos (l. 1976; r. 1982)
- Mészáros Lázár (1796–1858) katonatiszt, politikus (l. 1844)
- * Mészáros Péter (1943) amerikai magyar fizikus, csillagász (k. 2010)
- * Mészáros Rezső (1942) földrajztudós (l. 2001; r. 2007)
- Mészöly Gedeon (1880–1960) nyelvész, műfordító (l. 1921; tan. 1949; l. visszaállítva 1989)
- Mészöly Gyula (1910–1974) agrármérnök, növénynemesítő (l. 1967; r. 1973)
- Meyer, Eduard (1855–1930) német ókortörténész (t. 1925)
- * Mezei Ferenc (1942) fizikus (l. 1982; r. 1987)
- * Mézes Miklós (1953) agrármérnök (l. 2010; r. 2016)
- * Mezey Éva (1951) amerikai magyar orvos, sejtbiológus (k. 2013)
- * Mezey Pál / Mezey, Paul G. (1943) kanadai magyar kémikus, matematikus (k. 1998)
- Mezzofanti, Giuseppe Gasparo (1774–1849) olasz római katolikus főpap, nyelvész (t. 1832)
- Michel, Alain (1929–2017) francia klasszika-filológus (t. 1983)
- Michelberger Pál (1930–2014) gépészmérnök (l. 1982; r. 1990)
- Mignet, François (1796–1884) francia történész (t. 1858)
- Mihailich Győző (1877–1966) építészmérnök (l. 1933; r. 1949)
- Mihalik József (1860–1925) művészettörténész (l. 1906)
- Mihalkovics Géza (1844–1899) orvos, anatómus (l. 1879; r. 1884)
- * Mihály György (1951) fizikus (l. 1995; r. 2001)
- * Mihály László (1949) amerikai magyar fizikus (k. 2010)
- Mihályi Károly (1808–1880) filozófus, pszichológus (l. 1865)
- * Mihályi Péter (1953) közgazdász (l. 2022)
- * Miklós László (1949) szlovákiai magyar geográfus, tájökológus, politikus (k. 2022)
- * Miklósi Ádám (1962) etológus (l. 2016; r. 2022)
- Miklošič, Franc (1813–1891) szlovén nyelvész (t. 1872)
- * Mikó Árpád (1959) művészettörténész (l. 2025)
- Mikó Imre (1805–1876) politikus, történész (t. 1858; ig. 1865)
- Mikola Sándor (1871–1945) fizikus, pedagógus (l. 1921; r. 1942)
- Mikszáth Kálmán (1847–1910) író, publicista (l. 1889; t. 1910)
- Milcu, Ştefan-Marius (1903–1997) román orvos, endokrinológus (t. 1970)
- Miledi, Ricardo (1927–2017) mexikói biofizikus, neurobiológus (t. 1988)
- * Mill, Jan van (1951) holland matematikus (t. 2022)
- Mill, John Stuart (1806–1873) skót filozófus, közgazdász, államtudós (t. 1868)
- Millner Tivadar (1899–1988) vegyészmérnök (l. 1954; r. 1961)
- Milne-Edwards, Henri (1800–1885) francia zoológus (t. 1858)
- Miskolczy Dezső (1894–1978) orvos, neurológus (l. 1939; r. 1946; tan. 1949; l. újraválasztva 1958)
- Miskolczy Gyula (1892–1962) történész, levéltáros (l. 1933; tagsága megszűnt 1948; l. visszaállítva 1989)
- Misteli, Franz (1841–1903) svájci nyelvész (t. 1889)
- Mitra, Rádzsendralál (1824–1891) indiai történész (t. 1865)
- Mitrovics Gyula (1871–1965) pedagógus, esztéta (l. 1935; lemondott 1947)
- Mittag-Leffler, Magnus Gösta (1846–1927) svéd matematikus (t. 1902)
- Mittermaier, Carl Joseph Anton (1787–1867) német jogtudós (t. 1846)
- * Mócsai Attila (1969) orvos, fiziológus, immunológus (l. 2022)
- Mocsáry Sándor (1841–1915) entomológus (l. 1884)
- Mócsy András (1929–1987) régész, epigráfus, ókortörténész (l. 1973; r. 1982)
- Mócsy János (1895–1976) állatorvos (l. 1941; r. 1946)
- * Módy István / Mody, Istvan (1957) amerikai magyar neurológus (k. 2001)
- Moesz Gusztáv (1873–1946) botanikus, mikológus (l. 1945)
- Moissan, Henri (1852–1907) francia kémikus (t. 1902)
- * Mojzsis István / Mojzsis, Stephen J. (1965) amerikai magyar geokémikus (k. 2016)
- Molnár Aladár (1839–1881) pedagógus, művelődéspolitikus (l. 1867)
- Molnár Erik (1894–1966) politikus, történész, gazdaságfilozófus (l. 1948; r. 1949)
- Molnár Kálmán (1881–1961) jogtudós (l. 1942; tan. 1949; l. visszaállítva 1989)
- * Molnár Lajos (1964) matematikus (l. 2025)
- Molnár Miklós (1918–2003) svájci magyar történész, politológus (k. 1995)
- * Molnár Zoltán (1964) nagy-britanniai magyar orvos, agykutató (k. 2025)
- Mommsen, Theodor (1817–1903) német történész, jogtudós (t. 1867)
- Monod, Gabriel (1844–1912) francia történész (t. 1908)
- * Monostori László (1953) villamosmérnök (l. 2010; r. 2016)
- Monroe, Paul (1869–1947) amerikai pedagógus, neveléstörténész (t. 1930)
- Montalembert, Charles de (1810–1870) francia politikus, történész (t. 1858)
- Montu, Carlo (1869–1949) olasz hadtörténész (t. 1940)
- Moór Gyula (1888–1950) jogtudós, jogfilozófus (l. 1925; r. 1942; ig. 1945–1946; tagsága megszűnt 1949; r. visszaállítva 1989)
- * Moravcsik Edit (1939) amerikai magyar nyelvész (k. 2019)
- Moravcsik Ernő Emil (1858–1924) elmegyógyász (l. 1924)
- Moravcsik Gyula (1892–1972) klasszika-filológus, bizantinológus (l. 1934; r. 1945)
- Moravcsik M. Gyula / Moravcsik, Julius M. (1931–2009) amerikai magyar filozófus (k. 2001)
- * Morhun, Volodimir Vasziljovics (1938) ukrán genetikus, agrobotanikus (t. 2001)
- Moritz, Helmut (1933–2022) osztrák geodéta (t. 1983)
- Morócz István (1816–1881) mezőgazdász (l. 1858)
- Mortier, Roland (1920–2015) belga irodalomtörténész (t. 1979)
- Mościcki, Ignacy (1867–1946) lengyel kémikus, politikus (t. 1938)
- Moscovici, Serge (1925–2014) franciaországi román szociálpszichológus, tudománytörténész (t. 1998)
- Mosonyi Emil (1910–2009) vízépítő mérnök (l. 1951; tagsága felfüggesztve 1965; l. visszaállítva 1990; r. 1991)
- Mothes, Kurt (1900–1983) német gyógyszerész, biokémikus (t. 1964)
- * Möller, Detlev (1947) német meteorológus (t. 2010)
- Möller István (1860–1934) építészmérnök (l. 1927)
- Mössbauer, Rudolf Ludwig (1929–2011) német fizikus (t. 1986)
- * Mróz, Zenon (1930) lengyel fizikus (t. 2001)
- * Mucina, Ladislav (1956) szlovák biológus, botanikus, ökológus (t. 2016)
- Munkácsi Bernát (1860–1937) nyelvész, néprajzkutató (l. 1890; r. 1910)
- * Murata Norio (1940) japán botanikus (t. 1998)
- Murchison, Roderick Impey (1792–1871) skót geológus (t. 1861)
- Murgulescu, Ilie G. (1902–1991) román kémikus (t. 1973)
- * Muszbek László (1942) orvos, hematológus (l. 1990; r. 1995)
- * Müller, Berndt (1950) német-amerikai fizikus (t. 2025)
- Müller, Friedrich (1834–1898) osztrák nyelvész (t. 1878)
- Müller, Friedrich Max (1823–1900) német nyelvész, orientalista (t. 1874)
- Müller, Georg (1917–2004) német talajbiológus (t. 1986)
- Müller Iván / Mueller, Ivan (1930–2023) amerikai magyar geodéta (t. 1988)
- * Müller, Mathias M. (1942) osztrák orvoskémikus (t. 2001)
- * Müller Miklós (1930) amerikai magyar orvos, mikrobiológus, biokémikus (k. 2001)
- Müller Sándor (1903–1966) kémikus (l. 1946)
- Myrdal, Karl Gunnar (1898–1987) svéd közgazdász (t. 1976)
- Myskovszky Viktor (1838–1909) építész, művészettörténész (l. 1880)

### N
- Näätänen, Risto (1939–2023) finn pszichológus (t. 2019)
- Nădășan, Ștefan (1901–1967) román gépészmérnök (t. 1965)
- Nádasdy Ferenc (1785–1851) római katolikus főpap (ig. 1838)
- Nägeli, Carl Wilhelm von (1817–1891) svájci botanikus (t. 1891)
- * Nagy András (1951) kanadai magyar genetikus (k. 2016)
- * Nagy Béla (1941) állatorvos, mikrobiológus (l. 1998; r. 2004)
- Nagy Elemér (1920–2000) fizikus (l. 1973; r. 1995)
- Nagy Ernő (1853–1921) jogtudós (l. 1895)
- * Nagy Éva (1951) kanadai magyar virológus (k. 2010)
- * Nagy F. András (1932) amerikai magyar asztrofizikus (k. 1993)
- Nagy Ferenc (1852–1928) jogtudós (l. 1893; r. 1903)
- Nagy Ferenc (1927–2009) fizikokémikus (l. 1965; r. 1985)
- * Nagy Ferenc István (1952) mikrobiológus, növényfiziológus (l. 2010; r. 2016)
- * Nagy Gergely / Nagy, Gregory (1942) amerikai magyar klasszika-filológus (k. 2016)
- Nagy Géza (1855–1915) régész, néprajzkutató (l. 1901)
- Nagy Gyula (1849–1924) levéltáros, történész (l. 1892)
- Nagy Ignác (1810–1854) író, lapszerkesztő (l. 1840)
- Nagy Imre (1822–1894) történész, jogász (l. 1870; r. 1886)
- Nagy Imre (1896–1958) politikus, gazdaságpolitikus (l. 1950; r. 1953; politikai nyomásra lemondott 1955; r. tagsága visszaállítva 1956)
- Nagy István (1931–2015) villamosmérnök (l. 1993; r. 1998)
- Nagy Iván (1824–1898) történész, genealógus (l. 1858; r. 1874)
- Nagy J. Béla (Nagy József Béla) (1884–1967) nyelvész, pedagógus (l. 1936; tan. 1949; l. visszaállítva 1989)
- Nagy János (1809–1885) nyelvész, teológus (l. 1833; r. 1838; t. 1876)
- * Nagy János, B. (1941) belgiumi magyar kémikus (k. 2001)
- Nagy József (1818–1892) orvos (l. 1858)
- Nagy Károly (1797–1868) csillagász, matematikus (l. 1832; r. 1836)
- Nagy Károly (1926–2016) fizikus (l. 1965; r. 1982)
- Nagy Lajos (1897–1946) régész, művészettörténész, muzeológus (l. 1934)
- * Nagy László (1961) romániai magyar atomfizikus (k. 2019)
- * Nagy László (1966) biokémikus (l. 2007; r. 2013)
- Nagy Márton (1804–1873) pedagógus (l. 1844)
- Nagy Miklós (1881–1962) könyvtáros, történész (l. 1927; tan. 1949; l. visszaállítva 1989)
- Nagy Péter (1920–2010) irodalomtörténész, kritikus (l. 1973; r. 1982)
- * Nagy Zoltán Kálmán (1969) amerikai-nagy-britanniai magyar vegyészmérnök (k. 2025)
- * Nagy Zoltán Zsolt (1961) orvos, szemész (l. 2022)
- Nagy-Tóth Ferenc (1929–2022) romániai magyar botanikus, algológus (k. 1998)
- * Nánay Bence (1974) belgiumi magyar filozófus (k. 2025)
- * Náray-Szabó Gábor (1943) kémikus (l. 1990; r. 1998)
- Náray-Szabó István (1899–1972) fizikokémikus (l. 1945; kizárták 1948; l. visszaállítva 1989)
- * Nász István (1927) orvos, mikrobiológus (l. 1979; r. 1985)
- Nathenson, Stanley G. (1933–2012) amerikai orvos, immunológus (t. 2004)
- Naumann, Manfred (1925–2014) német irodalomtörténész (t. 1986)
- Naville, Henri Édouard (1844–1926) svájci egyiptológus (t. 1899)
- Navratil Ákos (1875–1952) közgazdász, jogtudós (l. 1927; r. 1939; ig. 1945–1946; tan. 1949; r. visszaállítva 1989)
- * Néda Zoltán (1964) romániai magyar fizikus (k. 2007)
- Négyesy László (1861–1933) irodalomtörténész, esztéta (l. 1896; r. 1918; t. 1931)
- Neilreich, August (1803–1871) osztrák botanikus (t. 1867)
- Nejedlý, Zdeněk (1878–1962) cseh történész (t. 1953)
- Nemecz Ernő (1920–2021) geokémikus (l. 1973; r. 1979)
- * Neményi Miklós (1947) gépészmérnök (l. 2010; r. 2016)
- * Nemes Attila (1970) norvégiai magyar talajtanász (k. 2025)
- Nemes Dezső (1908–1985) politikus, történész (l. 1958; r. 1964)
- * Németh Ferenc (1933) hollandiai magyar állatorvos (k. 1998)
- Németh G. Béla (1925–2008) irodalomtörténész (l. 1982; r. 1990)
- Németh Gyula (1890–1976) nyelvész, turkológus (l. 1922; r. 1935; ig. 1941–1946)
- Németh Judit (1932–2019) fizikus (l. 1998; r. 2004)
- Németh Lajos (1929–1991) művészettörténész (l. 1990)
- * Németh Sándor (1938) romániai magyar matematikus (k. 2007)
- Németh Tamás (1952–2023) agrármérnök, agrokémikus (l. 2001; r. 2007)
- * Németh T. Enikő (1964) nyelvész (l. 2022)
- * Némethi András (1959) matematikus (l. 2019; r. 2025)
- Némethy Géza (1865–1937) klasszika-filológus (l. 1893; r. 1910; t. 1933)
- Nendtvich Károly (1811–1892) kémikus (l. 1845; r. 1858)
- Neniţescu, Costin D. (1902–1970) román kémikus (t. 1970)
- Nernst, Walther Hermann (1864–1941) német fizikokémikus (t. 1899)
- * Nešetřil, Jaroslav (1946) cseh matematikus (t. 2013)
- Neuber Ede (1882–1946) orvos, bőrgyógyász (l. 1938; r. 1943)
- Nevanlinna, Rolf Herman (1895–1980) finn matematikus (t. 1970)
- Neÿ Ferenc (1814–1889) pedagógus, drámaíró (l. 1858)
- Niederhauser Emil (1923–2010) történész (l. 1987; r. 1993)
- Nielsen, Konrad (1875–1953) norvég nyelvész, finnugrista, nyelvjáráskutató (t. 1927)
- Nilsson, Jan S. (1932–2010) svéd fizikus (t. 2001)
- Nitti, Francesco Saverio (1868–1953) olasz közgazdász, politikus (t. 1922)
- Nizsalovszky Endre (1894–1976) jogtudós (l. 1939; r. 1954)
- * Noe, Christian (1947) osztrák kémikus, farmakológus (t. 2010)
- Noether, Max (1844–1921) német matematikus (t. 1903)
- Nogara, Bartolomeo (1868–1954) olasz régész (t. 1940)
- Nopcsa Ferenc (1877–1933) paleontológus, geológus (l. 1917; r. 1928k; lemondott 1930)
- * Norton, Roy A. (1947) amerikai biológus (t. 2001)
- Novák Béla (1956–2025) nagy-britanniai magyar biokémikus (k. 2019)
- Novak, Grga (1888–1978) horvát történész, régész (t. 1970)
- Novobátzky Károly (1884–1967) fizikus (l. 1947; r. 1949)
- Nowotny, Hans (1911–1996) osztrák fizikokémikus (t. 1965)
- Noyes, Richard Macy (1919–1997) amerikai kémikus (t. 1993)
- Nozières, Philippe (1932–2022) francia fizikus (t. 1990)
- * Nurse, Paul (1949) angol biokémikus (t. 2004)
- * Nusser Zoltán (1968) neurobiológus (l. 2007; r. 2013)

### Ny
- Nyáry Albert (1828–1886) történész (l. 1872)
- Nyáry Jenő (1836–1914) régész (l. 1883; t. 1889)
- Nyikolajcsuk, Vitalij Ivanovics (1951–2021) ukrán biológus, genetikus (t. 2007)
- Nyeszmejanov, Alekszandr Nyikolajevics (1899–1980) orosz kémikus (t. 1958)
- Nyikolszkij, Szergej Mihajlovics (1905–2012) orosz matematikus (t. 1976)
- Nyikonov, Alekszandr Alekszandrovics (1918–1995) orosz agrárközgazdász (t. 1988)
- Nyiredy Szabolcs (1950–2006) növénykémikus (l. 2004)
- * Nyíri János Kristóf (1944) filozófus (l. 1993; r. 2001)
- Nyiry István (1776–1838) természettudós, matematikus (l. 1831; r. 1832)
- Nyomárkay István (1937–2020) nyelvész, szlavista (l. 2004; r. 2010)
- * Nyulászi László (1957) vegyészmérnök (l. 2019; r. 2025)

### O, Ó
- Obermayer Ernő (1888–1969) vegyészmérnök, agrármérnök (l. 1953)
- Ókita Szaburó (1914–1993) japán közgazdász (t. 1990)
- Okladnyikov, Alekszej Pavlovics (1908–1981) orosz történész, régész (t. 1976)
- * Oláh Edit (1947) genetikus, onkogenetikus (l. 2007; r. 2013)
- Oláh György (1927–2017) kémikus (t. 1990)
- Olivecrona, Knut (1817–1905) svéd jogtudós (t. 1880)
- * Oliver, Stephen G. (1949) angol genetikus (t. 1998)
- Olszak, Wacław (1902–1980) lengyel gépészmérnök (t. 1964)
- Oltay Károly (1881–1955) geodéta (l. 1918; tan. 1949; l. visszaállítva 1989)
- *Ómura Jutaka (1925) japán neurobiológus (t. 2004)
- Ónodi Adolf (1857–1919) orvos, gégész (l. 1896)
- Oplatka András (1942–2020) svájci magyar történész, műfordító (k. 2013)
- * Oplatka Gábor (1935) svájci magyar gépészmérnök (k. 2001)
- Oppert, Jules (1825–1905) francia asszirológus (t. 1865)
- Oppolzer, Theodor von (1841–1886) osztrák csillagász, matematikus (t. 1885)
- Orbán Balázs (1830–1890) helytörténész, néprajzi gyűjtő (l. 1887)
- * Orbán Miklós (1939) kémikus (l. 1998; r. 2004)
- * Orbulov Imre Norbert (1981) gépészmérnök (l. 2025)
- * Orlóci László (1932) kanadai magyar ökológus (k. 1990)
- Orłowski, Tadeusz (1917–2008) lengyel orvos, nefrológus (t. 1970)
- Ormos Mária (1930–2019) történész (l. 1987; r. 1993)
- * Ormos Pál (1951) biofizikus (l. 1998; r. 2004)
- Ormós Zsigmond (1813–1894) politikus, író, művészettörténész (l. 1861)
- * Oro Giral, Luis Antonio (1945) spanyol kémikus (t. 2007)
- Orosz István (1935–2024) történész (l. 2004; r. 2013)
- * Orosz László (1943) genetikus (l. 2001; r. 2010)
- Oroszlán István / Oroszlan, Stephen (1927–2020) amerikai magyar biokémikus, virológus (k. 1995)
- Orsós Ferenc (1879–1962) orvos, patológus (l. 1928; r. 1940; kizárták 1945)
- Ortutay Gyula (1910–1978) néprajzkutató, művelődéspolitikus (l. 1945; r. 1958)
- Ortvay Rudolf (1885–1945) fizikus (l. 1925)
- Ortvay Tivadar (1843–1916) történész, régész, földrajztudós (l. 1875; r. 1905)
- Osthoff, Hermann (1847–1909) német nyelvész (t. 1901)
- Ostwald, Friedrich Wilhelm (1853–1932) német kémikus (t. 1897)
- Ostwald, Wolfgang (1883–1943) német kémikus (t. 1940)
- * Oszipov, Jurij Szergejevics (1936) orosz matematikus (t. 2004)
- Osztrovszki György (1914–1988) iparpolitikus, vegyészmérnök (l. 1949; r. 1976)
- Ottenthal, Emil von (1855–1931) osztrák történész (t. 1915)
- Óvári Kelemen (1844–1925) jogtörténész (l. 1892)
- Óváry Lipót (1833–1919) történész, levéltáros (l. 1892)
- Ovcsinnyikov, Jurij Anatoljevics (1934–1988) orosz mikrobiológus (t. 1983)
- Overbeck, Johannes Adolf (1826–1895) német régész (t. 1873)
- Owen, Richard (1804–1892) angol biológus, anatómus, paleontológus (t. 1867)
- * Ozsváth Péter (1967) amerikai magyar matematikus (k. 2016)

### Ö, Ő
- Ökröss Bálint (1829–1889) jogtudós (l. 1868)
- Őry Huba (1927–2015) németországi magyar gépészmérnök, repülőmérnök (k. 1990)
- Ötvös Ágoston (1811–1861) történész, orvos (l. 1859)

### P
- Paasonen, Heikki (1865–1919) finn nyelvész, néprajzkutató (t. 1905)
- * Pach János (1954) matematikus (l. 2022)
- Pach Zsigmond Pál (1919–2001) gazdaságtörténész (l. 1962; r. 1970)
- * Páczelt István (1939) gépészmérnök (l. 1987; r. 1995)
- * Padisák Judit (1955) limnológus, ökológus (l. 2019; r. 2025)
- * Paepe, Roland (1934) belga geológus (t. 1990)
- Painlevé, Paul (1863–1933) francia matematikus, politikus (t. 1930)
- Pais Dezső (1886–1973) nyelvész, nyelvtörténész (l. 1930; r. 1941)
- * Paizs Csaba (1969) romániai magyar vegyészmérnök (k. 2022)
- Pákh Albert (1823–1867) író, lapszerkesztő (l. 1864)
- * Pál Csaba (1975) evolúcióbiológus (l. 2022)
- * Pál Judit (1961) romániai magyar történész (k. 2019)
- Pál Lénárd (1925–2019) fizikus (l. 1961; r. 1973)
- Palacký, František (1798–1876) cseh történész, politikus (t. 1834)
- * Paládi-Kovács Attila (1940) néprajzkutató (l. 2001; r. 2010)
- * Palánkai Tibor (1938) közgazdász (l. 1995; r. 2004)
- * Pál-Antal Sándor (1939) romániai magyar történész, levéltáros (k. 2010)
- * Páles Zsolt (1956) matematikus (l. 2016; r. 2022)
- Pálffi Albert (1820–1897) lapszerkesztő, politikus, író (l. 1884)
- * Pálffy Géza (1971) történész (l. 2025)
- * Pálfy József (1962) geológus, paleontológus (l. 2013; r. 2019)
- Pálfy Móric (1871–1930) geológus (l. 1915)
- * Pálfy Péter Pál (1955) matematikus (l. 2004; r. 2010)
- * Pálinkás Gábor (1941) fizikokémikus (l. 1995; r. 2001)
- * Pálinkás József (1952) fizikus, politikus (l. 1995; r. 2004)
- * Palkovics László (1965) gépészmérnök (l. 2007; r. 2013)
- * Palkovits Miklós (1933) orvos, neurobiológus (l. 1990; r. 1995)
- Pallagyin, Alekszandr Vlagyimirovics (1885–1972) orosz biokémikus (t. 1953)
- * Pálné Kovács Ilona (1954) politológus, régiótudós (l. 2013; r. 2019)
- Pálos Ádám László (1912–1983) orvos, belgyógyász, hematológus (l. 1973; r. 1979)
- Palotai József (1806–1867) filozófus (l. 1844; r. 1853)
- Palotás László (1905–1993) építőmérnök (l. 1990; r. 1991)
- Palugyay Imre (1818–1866) statisztikus, jogtörténész (l. 1847)
- Pančić, Josif (1814–1888) szerb botanikus (t. 1868)
- Pándi Pál (1926–1987) irodalomtörténész, kritikus (l. 1973; r. 1985)
- Pankratova, Anna Mihajlovna (1897–1957) orosz történész (t. 1955)
- Pantó Gábor (1917–1972) geológus (l. 1965)
- * Pantó György (1936) geokémikus (l. 1990; r. 1995)
- Pap István (1915–1994) romániai magyar agrármérnök (k. 1993)
- * Pap László (1943) villamosmérnök (l. 2001; r. 2007)
- * Pápay Gyula (1939) németországi magyar térképész (k. 2010)
- Pápay József (1873–1931) nyelvész (l. 1908)
- Pápay József (1939–2017) olajmérnök (l. 1998; r. 2004)
- Papée, Fryderyk (1856–1940) lengyel történész, könyvtáros (t. 1930)
- * Papp Balázs (1977) evolúcióbiológus (l. 2025)
- Papp Endre (1896–1991) nagy-britanniai magyar agrármérnök, növénynemesítő (k. 1990)
- Papp Ferenc (1871–1943) irodalomtörténész (l. 1921; r. 1939)
- Papp Ferenc (1930–2001) nyelvész, szlavista (l. 1976; r. 1985)
- * Papp Gyula (1937) orvos, kardiológus, farmakológus (l. 1993; r. 1998)
- Papp Károly (1873–1963) geológus (l. 1920; kizárták 1948; l. visszaállítva 1991)
- Papp László (1946–2021) zoológus, entomológus (l. 1990; r. 1998)
- Papp Simon (1886–1970) geológus, olajmérnök (l. 1945; tagsága megszűnt 1949; l. visszaállítva 1989)
- Parhon, Constantin Ion (1874–1969) román orvos, endokrinológus, ideggyógyász (t. 1955)
- Parieu, Félix Esquirou de (1815–1893) francia jogtudós, politikus (t. 1876)
- Parlatore, Filippo (1816–1877) olasz botanikus (t. 1871)
- Pasteiner Gyula (1846–1924) művészettörténész (l. 1890; r. 1907; t. 1924)
- Pasteur, Louis (1822–1895) francia kémikus, mikrobiológus, orvos (t. 1881)
- Pasternák Alfréd (1930–2023) amerikai magyar orvos, nőgyógyász (k. 2004)
- Pastor, Ludwig von (1854–1928) német történész (t. 1912)
- Paszlavszky József (1846–1919) zoológus (l. 1888)
- Pásztor Emil (1926–2015) orvos, ideggyógyász, idegsebész (l. 1979; r. 1987)
- Pataki Ferenc (1928–2015) szociálpszichológus (l. 1985; r. 1990)
- Pataki József (1908–1993) romániai magyar történész (k. 1990)
- * Patkós András (1947) atomfizikus (l. 2001; r. 2007)
- Pattantyús-Ábrahám Géza (1885–1956) gépészmérnök (l. 1945; tan. 1949; l. újraválasztva 1953)
- Patterson, Arthur J. (1835–1899) angol filológus, hungarológus, műfordító (t. 1873)
- * Patthy László (1943) biokémikus (l. 1995; r. 2001)
- Pátzay Pál (1896–1979) szobrász, éremművész (l. 1946; tagsága megszűnt 1949; l. visszaállítva 1989)
- Pauer Imre Rudolf (1845–1930) filozófus, pedagógus (l. 1874; r. 1889; ig. 1905; t. 1914)
- Pauer János (1814–1889) római katolikus főpap, egyháztörténész (l. 1858)
- Paul, Hermann (1846–1921) német nyelvész (t. 1902)
- Pauler Ákos (1876–1933) filozófus (l. 1910; r. 1924; ig. 1933)
- Pauler Gyula (1841–1903) történész, levéltáros (l. 1870; r. 1877; ig. 1899)
- Pauler Tivadar (1816–1886) jogtudós, politikus (l. 1845; r. 1858; ig. 1876; t. 1885)
- Pauncz Rezső (1920–2021) izraeli magyar kémikus (k. 1995)
- Paur Iván (1805–1888) régész, történész (l. 1858)
- Pavláth E. Attila (1930–2024) amerikai magyar agrokémikus (k. 2004)
- Pázmándi Horváth Endre (1778–1839) költő, publicista (r. 1830)
- * Péceli Gábor (1950) villamosmérnök (l. 2007; r. 2013)
- Péch Antal (1822–1895) bányamérnök (l. 1879)
- Pecht, Israel (1937) izraeli biofizikus, immunológus (t. 2007; lemondott 2016)
- Péchy Imre (1753–1841) politikus (ig. 1830)
- * Pécz Béla (1961) fizikus (l. 2022)
- Pecz Vilmos (1854–1923) klasszika-filológus (l. 1887; r. 1902)
- Péczely József (1789–1849) történész, pedagógus (l. 1832; r. 1837)
- Pécsi Márton (1923–2003) földrajztudós (l. 1965; r. 1976)
- Pekár Dezső (1873–1953) geofizikus (l. 1922; tan. 1949; l. visszaállítva 1989)
- Pekár Gyula (1867–1937) író, drámaíró, publicista, politikus (l. 1911)
- Pekár Imre (1838–1923) közgazdász, gépészmérnök (t. 1921)
- * Péli Gábor (1956) hollandiai magyar szociológus (k. 2016)
- Pellegrini, Giovanni Battista (1921–2007) olasz nyelvész (t. 1995)
- Pelliot, Paul (1878–1945) francia sinológus, orientalista (t. 1939)
- * Penke Botond (1942) biokémikus (l. 2001; r. 2007)
- * Péntek János (1941) romániai magyar nyelvész, nyelvjáráskutató (k. 2004)
- * Perczel András (1959) biokémikus (l. 2010; r. 2016)
- Peregriny Elek (1812–1886) pedagógus (l. 1841)
- Perényi Zsigmond (1783–1849) politikus (ig. 1835)
- Perger János (1791–1838) jogtudós, történész (l. 1831; r. 1832)
- Perrier, Edmond (1844–1921) francia zoológus, anatómus (t. 1914)
- Perrot, Georges (1832–1914) francia régész (t. 1900)
- Perrot, Jean (1925–2011) francia nyelvész, uralista (t. 1979)
- Pertik Ottó (1852–1913) orvos, patológus (l. 1899)
- Pertz, Georg Heinrich (1795–1876) német történész (t. 1833)
- Peschka Vilmos (1929–2006) jogtudós (l. 1976; r. 1982)
- Pessina, Enrico (1828–1916) olasz jogtudós, politikus (t. 1899)
- * Pestell, Richard (1958) ausztrál-amerikai biológus, rákkutató (t. 2025)
- Pesty Frigyes (1823–1889) történész (l. 1859; r. 1877)
- Petényi Géza (1889–1965) orvos, gyermekgyógyász (l. 1949; r. 1960)
- Petényi Salamon János (1799–1855) zoológus, ornitológus (l. 1846)
- Péter László (1929–2008) nagy-britanniai magyar történész (k. 1993)
- Péter Mihály Heinrich (1929–2024) romániai magyar orvos, mikrobiológus (k. 1998)
- Péter Rózsa (1905–1977) matematikus (l. 1973)
- Péterfi Károly (1790–1873) filozófus, esztéta (l. 1834)
- Petersen, Julius (1878–1941) német irodalomtörténész (t. 1932)
- *Petersen, Ole (1943) dán orvos, fiziológus (t. 2004)
- * Pethő Attila (1950) matematikus (l. 2010; r. 2016)
- Petőfi S. János (1931–2013) olaszországi magyar nyelvész (k. 2007)
- * Petrányi Győző (1933) orvos, immunológus (l. 1990; r. 1998)
- Petrányi Gyula (1912–2000) orvos, belgyógyász, immunológus (l. 1973; r. 1982)
- Petraschek, Walther Emil (1906–1991) osztrák geológus (t. 1976)
- Petri Gábor (1914–1985) orvos, sebész (l. 1976; r. 1982)
- Petrichevich-Horváth Lázár (1807–1851) író, publicista (l. 1844)
- Petrov, Borisz Nyikolajevics (1913–1980) orosz asztrofizikus (t. 1973)
- Petrovics Elek (1873–1945) művészettörténész (l. 1924; t. 1941)
- Petrovics Frigyes Keresztély (1799–1836) történész, jogtudós (r. 1830)
- Petrovszkij, Borisz Vasziljevics (1908–2004) orosz orvos, sebész (t. 1965)
- Petrusz Péter (1939–2017) amerikai magyar biológus, neuroendokrinológus (k. 2004)
- * Petsko, Gregory (1948) amerikai biokémikus (t. 2010)
- Pettkó János (1812–1890) bányamérnök (l. 1861)
- Petz Gedeon (1863–1943) nyelvész, filológus, germanista (l. 1895; r. 1920; t. 1934)
- Petzval József (1807–1891) ausztriai magyar matematikus, mérnök (t. 1873)
- Petzval Ottó (1809–1883) matematikus, gépészmérnök (l. 1858; r. 1858)
- * Peyraube, Alain (1944) francia nyelvész, sinológus (t. 2022)
- Pfeffer, Wilhelm (1845–1920) német botanikus, növényfiziológus (t. 1905)
- Pflüger, Eduard (1829–1910) német fiziológus (t. 1897)
- Philippovich von Philippsberg, Eugen (1858–1917) osztrák közgazdász, politikus (t. 1915)
- Picard, Charles Émile (1856–1941) francia matematikus (t. 1913)
- Pierantoni, Augusto (1840–1911) olasz jogtudós, politikus (t. 1904)
- Pilch Jenő (1872–1937) hadtörténész (l. 1918; r. 1935)
- Pines, David (1924–2018) amerikai fizikus (t. 1995)
- Pintér Jenő (1881–1940) irodalomtörténész (l. 1916; r. 1928)
- * Pintz János (1950) matematikus (l. 2004; r. 2010)
- Pitajevszkij, Lev Petrovics (1933–2022) orosz fizikus (t. 1998)
- Pivány Jenő / Pivany, Eugene (1873–1946) amerikai magyar történész (t. 1926)
- Planck, Max (1858–1947) német fizikus (t. 1940)
- Plank Jenő (1890–1974) kémikus (l. 1945; tan. 1949; l. visszaállítva 1989)
- * Plas, Henk van der (1929) holland kémikus (t. 2004)
- Plaschka, Richard Georg (1925–2001) osztrák történész (t. 1988)
- Plate, Ludwig (1862–1937) német zoológus (t. 1923)
- Platz Bonifác Ferenc (1848–1919) teológus, biológus (l. 1908)
- * Pléh Csaba (1945) pszichológus (l. 1998; r. 2004)
- Plósz Pál (1844–1902) orvos, biokémikus (l. 1880)
- Plósz Sándor (1846–1925) jogtudós, politikus (l. 1884; r. 1894; t. 1902; ig. 1906)
- * Pócs Tamás (1933) botanikus (l. 1995; r. 2001)
- * Podani János (1952) biológus, ökológus (l. 2010; r. 2016)
- Podhorszky Lajos (1815–1891) nyelvész (l. 1858)
- Podhradczky József (1795–1870) történész (l. 1834; r. 1858)
- Podmaniczky Frigyes (1824–1907) politikus, író (l. 1859)
- Podmaniczky Géza (1839–1923) nagybirtokos, tudománypártoló (t. 1889)
- Pogány Béla (1887–1943) fizikus (l. 1918; r. 1931)
- Poincaré, Henri (1854–1912) francia matematikus, fizikus, filozófus (t. 1906)
- * Polányi János / Polanyi, John Charles (1929) kanadai magyar kémikus (t. 2001)
- * Polanyi Levitt, Kari (1923) amerikai közgazdász (t. 2004)
- * Polgár Csaba (1969) orvos, onkológus (l. 2025)
- Polinszky Károly (1922–1998) vegyészmérnök (l. 1964; r. 1976)
- Polner Ödön (1865–1961) jogtudós (l. 1908; r. 1930; t. 1945; tan. 1949; r. visszaállítva 1989)
- Polónyi István (1930–2021) németországi magyar építészmérnök (k. 2007)
- * Polónyi János (1953) franciaországi magyar fizikus (k. 2001)
- * Pólos László (1955) nagy-britanniai magyar szociológus (k. 2019)
- Pólya György / Pólya, George (1887–1985) amerikai magyar matematikus (t. 1976)
- Pólya Jakab (1844–1897) közgazdász, gazdaságtörténész (l. 1894)
- Pólya József (1802–1873) orvos, pomológus (l. 1832; r. 1858)
- * Polyák Kornélia (1967) amerikai magyar biológus, rákkutató (k. 2025)
- Pompéry János (1819–1884) író, publicista (l. 1859)
- Poncelet, Jean-Victor (1788–1867) francia matematikus (t. 1847)
- * Pongor Sándor (1949) olaszországi magyar bioinformatikus (k. 2007)
- Ponori Thewrewk Emil (1838–1917) klasszika-filológus (l. 1872; r. 1884; t. 1906)
- Pontrjagin, Lev Szemjonovics (1908–1988) orosz matematikus (t. 1973)
- * Poór Gyula (1952) orvos, reumatológus (l. 2019; r. 2025)
- Poór Imre (1823–1897) orvos, bőrgyógyász (l. 1864)
- Pop, Emil (1897–1974) román botanikus (t. 1973)
- Popovics Sándor (1862–1935) gazdaságpolitikus, bankár (ig. 1924; t. 1926)
- * Popp József (1955) agrár-közgazdász (l. 2019; r. 2025)
- Pór Antal (1834–1911) történész (l. 1872; r. 1892)
- * Porkoláb Miklós (1939) amerikai magyar atomfizikus (k. 2016)
- Porpáczy Aladár (1903–1965) kertészmérnök (l. 1954)
- Porter, George (1920–2002) angol kémikus (t. 1988)
- Posch Jenő (1859–1923) filozófus (l. 1920)
- * Pósfai Mihály (1963) geológus, mineralógus (l. 2010; r. 2016)
- Poszler György (1931–2015) irodalomtörténész, esztéta (l. 1990; r. 1995)
- * Potrykus, Ingo (1933) svájci biotechnológus, agrobotanikus (t. 2004)
- Pott, August Friedrich (1802–1887) német nyelvész (t. 1858)
- * Pozsgay Vince (1946) amerikai magyar vegyészmérnök (k. 1998)
- * Pozsony Ferenc (1955) romániai magyar néprajzkutató (k. 2010)
- Pölöskei Ferenc (1930–2016) történész (l. 1987; r. 1995)
- Preisich Gábor (1909–1998) építész (l. 1990; r. 1991)
- Preisz Hugó (1860–1940) orvos, állatorvos, bakteriológus (l. 1912; r. 1923)
- Prékopa András (1929–2016) matematikus, villamosmérnök (l. 1979; r. 1985)
- * Pretsch Ernő (1942) svájci magyar kémikus (k. 2001)
- Preysz Móric (1829–1877) kémikus (l. 1863)
- Pringsheim, Nathanael (1823–1894) német botanikus (t. 1893)
- Prinz Gyula (1882–1973) földrajztudós (l. 1935; tan. 1949; l. visszaállítva 1989)
- Prohászka János (1920–2012) gépészmérnök (l. 1970; r. 1982)
- Prohászka Lajos (1897–1963) filozófus, pedagógus (l. 1939; ig. 1946–1949; tan. 1949; l. visszaállítva 1989)
- Prohászka Ottokár (1858–1927) római katolikus főpap, teológus (l. 1909; r. 1920)
- * Prohászka Zoltán (1970) orvos, immunológus (l. 2025)
- Prohorov, Alekszandr Mihajlovics (1916–2002) orosz fizikus (t. 1976)
- Prokesch-Osten, Anton von (1795–1876) osztrák katonatiszt, orientalista (t. 1863)
- Prónay Albert (1801–1867) jogtudós (ig. 1840)
- Prónay Gábor (1812–1875) jogtudós, kertész (l. 1860)
- Prónay Sándor (1760–1839) politikus, történész (ig. 1830)
- Proszt János (1892–1968) vegyészmérnök (l. 1956)
- * Puigdoménech Rosell, Pere (1948) spanyol agrárbiológus (t. 2013)
- Pukánszky Béla (1895–1950) irodalomtörténész (l. 1932; tan. 1949; l. visszaállítva 1989)
- * Pukánszky Béla (1950) vegyészmérnök (l. 2004; r. 2010)
- * Pulay Péter (1941) amerikai magyar kémikus (k. 1993)
- Pullman, Bernard (1919–1996) francia kémikus, biokémikus (t. 1979)
- Pulszky Ágost (1846–1901) jogfilozófus, szociológus (l. 1887)
- Pulszky Ferenc (1814–1897) régész, művészettörténész, politikus (l. 1838; r. 1840; t. 1841; ig. 1873)
- Pulszky Károly (1853–1899) művészettörténész (l. 1883)
- Pungor Ernő (1923–2007) kémikus (l. 1967; r. 1976)
- *Pyber László (1960) matematikus (l. 2013; r. 2019)
- Pyrker János László / Pyrker, Johann Ladislaus (1772–1847) római katolikus főpap, költő (t. 1844)

### Q
- Quetelet, Adolphe (1796–1874) belga csillagász, matematikus, statisztikus (t. 1858)

### R
- Rabó Gyula (1924–2016) amerikai magyar vegyészmérnök (k. 1993)
- * Rácz Zoltán (1946) fizikus (l. 2004; r. 2010)
- Radda György / Sir Radda, George (1936–2024) nagy-britanniai magyar orvos, biokémikus (t. 2010)
- Radlov, Vaszilij Vasziljevics (1837–1918) orosz turkológus (t. 1888)
- Radnót Magda (1911–1989) orvos, szemész (l. 1961; r. 1976)
- * Radnóti Sándor (1946) esztéta (l. 2019; r. 2025)
- Rados Gusztáv (1862–1942) matematikus (l. 1894; r. 1907; t. 1937)
- * Radulian, Mircea (1954) román geofizikus (t. 2025)
- Radvánszky Béla (1849–1906) művelődéstörténész, politikus (l. 1879; t. 1887; ig. 1891)
- * Rafelski, Johann (1950) német-amerikai fizikus (t. 2022)
- Rafn, Carl Christian (1795–1864) dán régész (t. 1858)
- Ragályi Tamás (1785–1849) politikus (t. 1831)
- * Rainer M. János (1957) történész (l. 2019; r. 2025)
- Rajka Ödön (1890–1971) orvos, bőrgyógyász (l. 1949)
- * Rajkai Kálmán (1951) biológus, talajtanász (l. 2016; r. 2022)
- Rajki Sándor (1921–2007) agrármérnök, növénynemesítő (l. 1976; r. 1990)
- Rákos Péter (1925–2002) csehországi magyar irodalomtörténész (k. 1998)
- Rákosi Jenő (1842–1929) író, publicista, politikus (l. 1892; t. 1909; ig. 1919)
- Ráman, Csandrasékhar Vénkat (1888–1970) indiai fizikus (t. 1937)
- Ramann, Emil (1851–1926) német geológus (t. 1925)
- Ramón y Cajal, Santiago (1852–1934) spanyol orvos, hisztológus, patológus (t. 1925)
- Ramsay, William (1852–1916) skót kémikus (t. 1904)
- Ramstedt, Gustaf John (1873–1950) finnországi svéd nyelvész (t. 1932)
- Ranke, Leopold von (1795–1886) német történész (t. 1858)
- Ránki György (1930–1988) történész (l. 1976; r. 1982)
- Rapaics Raymund (1885–1954) botanikus (l. 1948)
- Rapcsák András (1914–1993) matematikus (l. 1967; r. 1982)
- Rapoport, Samuel Mitja (1912–2004) német biokémikus (t. 1979)
- * Rasko, John (1961) ausztrál-magyar genetikus (k. 2025)
- Ráth Károly (1829–1868) történész (l. 1858)
- Ráth Zoltán (1863–1902) közgazdász, statisztikus (l. 1894)
- Ratkovszky Ferenc (1900–1965) gépészmérnök (l. 1951; r. 1954)
- Rátz István (1860–1917) állatorvos, patológus (l. 1903)
- Rau, Karl Heinrich (1792–1870) német közgazdász (t. 1858)
- Raumer, Friedrich Ludwig Georg von (1781–1873) német történész (t. 1858)
- Ravasz László (1882–1975) református főpap, teológus (t. 1925; ig. 1940–1945; tagsága megszűnt 1949; t. visszaállítva 1989)
- * Raven, Peter H. (1936) amerikai botanikus (t. 1998)
- Rawlinson, Henry Creswicke (1810–1895) angol asszirológus (t. 1858)
- * Ray-Chaudhuri, Dwijendra K. (1933) amerikai indiai matematikus (t. 2004)
- Rázsó Imre (1904–1964) gépészmérnök (l. 1949)
- Réau, Elisabeth du (1937–2021) francia történész (t. 2004)
- Réau, Louis (1881–1961) francia művészettörténész (t. 1933)
- * Rebek, Julius (1944) amerikai magyar kémikus (t. 2001)
- Reclus, Élisée (1830–1905) francia földrajztudós (t. 1881)
- Récsi Emil (1822–1864) jogtudós, újságíró, műfordító (l. 1858)
- Rédei György Pál (1921–2008) amerikai magyar genetikus (k. 1990)
- Rédei Károly (1932–2008) ausztriai magyar nyelvész, finnugrista (k. 1990; t. 2007)
- Rédei László (1900–1980) matematikus (l. 1949; r. 1955)
- Rédey Tivadar (1885–1953) könyvtáros, színház- és irodalomtörténész (l. 1938; r. 1947; tagsága megszűnt 1949; r. visszaállítva 1989)
- Redlich, Oswald (1858–1944) osztrák történész (t. 1922)
- * Reglődi Dóra (1969) orvos, anatómus (l. 2022)
- Regnault, Henri Victor (1810–1878) francia fizikokémikus (t. 1861)
- Reguly Antal (1819–1858) nyelvész, néprajzkutató, finnugrista (l. 1843)
- Reichardt, Heinrich Wilhelm (1835–1885) osztrák botanikus (t. 1878)
- Reiner János (1865–1938) jogtudós (l. 1902)
- Reitter Ferenc (1813–1874) vízépítő mérnök, építőmérnök (l. 1865)
- Rejtő Sándor (1853–1928) gépészmérnök (l. 1912; r. 1923)
- * Reményi Károly (1934) gépészmérnök, villamosmérnök, energetikus (l. 1987; r. 1998)
- Renan, Ernest (1823–1892) francia filozófus, vallástörténész (t. 1859)
- Rényi Alfréd (1921–1970) matematikus (l. 1949; r. 1956)
- Repiczky János (1817–1855) orientalista (l. 1847)
- Réthy László (1851–1914) nyelvész, numizmata, etnográfus (l. 1892)
- Réthy Mór (1848–1925) fizikus (l. 1878; r. 1900)
- Révai József (1898–1959) politikus, történész, irodalomtörténész (t. 1949)
- Révész Géza (1878–1955) hollandiai magyar pszichológus (k. 1947)
- Révész Imre (1826–1881) egyházjogász, egyháztörténész (l. 1859)
- Révész Imre (1889–1967) református főpap, egyháztörténész (l. 1935; r. 1946)
- Révész Pál (1934–2022) matematikus (l. 1982; r. 1987)
- * Révész Tamás (1948) nagy-britanniai magyar orvos, patológus (k. 2025)
- Reviczky Ádám (1786–1862) politikus (ig. 1830)
- Réz Mihály (1878–1921) jogtudós (l. 1909)
- Rézler Gyula (1911–2001) amerikai magyar szociológus (k. 1998)
- Rezsőházy Rudolf (1929–2019) belgiumi magyar szociológus, politológus (k. 2004)
- Ribár Béla (1930–2006) szerbiai magyar fizikus (k. 2004)
- Richter Aladár (1868–1927) botanikus (l. 1911)
- * Riederer, Peter Franz (1942) német neurológus (t. 2007)
- Riedl Frigyes (1856–1921) irodalomtörténész (l. 1896)
- Riedl Szende (1831–1873) nyelvész (l. 1858)
- Rienäcker, Günther (1904–1989) német kémikus (t. 1960)
- Riesz Frigyes (1880–1956) matematikus (l. 1916; r. 1936)
- Říman, Josef (1925–2019) cseh biokémikus (t. 1986)
- Rincsen, Bjambín (1905–1977) mongol nyelvész, néprajzkutató, író (t. 1970)
- Rinner, Karl (1912–1991) osztrák geodéta (t. 1976)
- * Ritoók Zsigmond (1929) klasszika-filológus (l. 1990; r. 1993)
- Ritschl, Friedrich Wilhelm (1806–1876) német klasszika-filológus (t. 1876)
- Ritter, Carl (1779–1859) német földrajztudós (t. 1858)
- Róbert László (1924–2018) franciaországi magyar fiziológus, biokémikus (k. 1995)
- Roberts, Derek Frank (1925–2016) angol genetikus (t. 1993)
- Roche, Jean (1901–1992) francia biokémikus (t. 1964)
- Rodbell, Martin (1925–1998) amerikai biokémikus, endokrinológus (t. 1998)
- Rodenwaldt, Gerhard (1886–1945) német régész (t. 1939)
- Rohringer Sándor (1868–1945) vízépítő mérnök (l. 1936; r. 1941)
- * Roizman, Bernard (1929) amerikai román mikrobiológus (t. 1995)
- Rokitansky, Carl von (1804–1848) cseh-osztrák orvos, ptaológus (t. 1874)
- Rómer Flóris (1815–1889) régész, művészettörténész (l. 1860; r. 1871)
- Romhányi György (1905–1991) orvos, patológus (l. 1982; r. 1987)
- Romics László (1936–2011) orvos, belgyógyász (l. 1995; r. 2001)
- Rompe, Robert (1905–1993) német fizikus, politikus (t. 1960)
- * Romsics Ignác (1951) történész (l. 2001; r. 2010)
- Romwalter Alfréd (1890–1954) vegyészmérnök (l. 1941; tan. 1949; l. visszaállítva 1989)
- * Róna-Tas András (1931) nyelvész, orientalista (l. 1990; r. 1995)
- Rónay Jácint (1814–1889) római katolikus főpap, publicista (l. 1847; r. 1867)
- * Rónyai Lajos (1955) matematikus (l. 2001; r. 2007)
- * Roósz András (1945) kohómérnök (l. 2004; r. 2010)
- Roscher, Wilhelm (1817–1894) német közgazdász (t. 1861)
- Rose, Gustav (1798–1873) német mineralógus (t. 1873)
- * Roska Botond (1969) svájci magyar biológus, agykutató (k. 2022)
- Roska Tamás (1940–2014) villamosmérnök, informatikus (l. 1993; r. 1998)
- Ross, Edward Denison (1871–1940) angol orientalista (t. 1910)
- Rostovtzeff, Michael (1870–1952) amerikai orosz történész (t. 1940)
- Rosty Pál (1830–1874) utazó, földrajztudós (l. 1861)
- Rott, Rudolf (1926–2003) német virológus (t. 1988)
- Rozlozsnik Pál (1880–1940) geológus (l. 1927)
- Rozwadowski, Jan Michał (1867–1935) lengyel nyelvész (k. 1928k)
- Rózsay József (1815–1885) orvos, gerontológus (l. 1864)
- * Röttgers, Kurt (1944) német filozófus (t. 2010)
- * Rubbia, Carlo (1934) olasz fizikus (t. 1993)
- Rubinyi Mózes (1881–1965) nyelvész, irodalomtörténész (l. 1948; tan. 1949; l. visszaállítva 1989)
- Rudas László (1885–1950) filozófus (r. 1949)
- Rudics József (1792–1879) politikus, költő (t. 1873)
- Rudin, Mary Ellen (1924–2013) amerikai matematikus (t. 1995)
- * Rummel, Reiner (1945) német geodéta (t. 2001)
- * Ruskoaho, Heikki (1952) finn farmakológus (t. 2001)
- Rusznyák István (1889–1974) orvos, belgyógyász (l. 1946; r. 1946; ig. 1946–1949)
- * Ruzicka, Thomas (1952) német orvos, bőrgyógyász (t. 2010)
- * Ruzsa Z. Imre (1953) matematikus (l. 1998; r. 2004)
- Rübensam, Erich (1922–2016) német agrármérnök (t. 1983)
- * Rybach László (1935) svájci magyar geofizikus (k. 1990)
- Rybár István (1886–1971) fizikus, geofizikus (l. 1918; r. 1931; tan. 1949; r. visszaállítva 1989)